# René Dupont
René Marie Albert Dupont (ur. 2 września 1929 w Saint-Jean-le-Blanc, zm. 10 kwietnia 2025 w Andong) – francuski duchowny rzymskokatolicki posługujący w Korei Południowej, w latach 1969–1990 biskup Andong.

## Życiorys
Święcenia kapłańskie przyjął 29 czerwca 1953. 29 maja 1969 został prekonizowany biskupem Andong. Sakrę biskupią otrzymał 25 lipca 1969. 6 października 1990 przeszedł na emeryturę.